# 長岡京

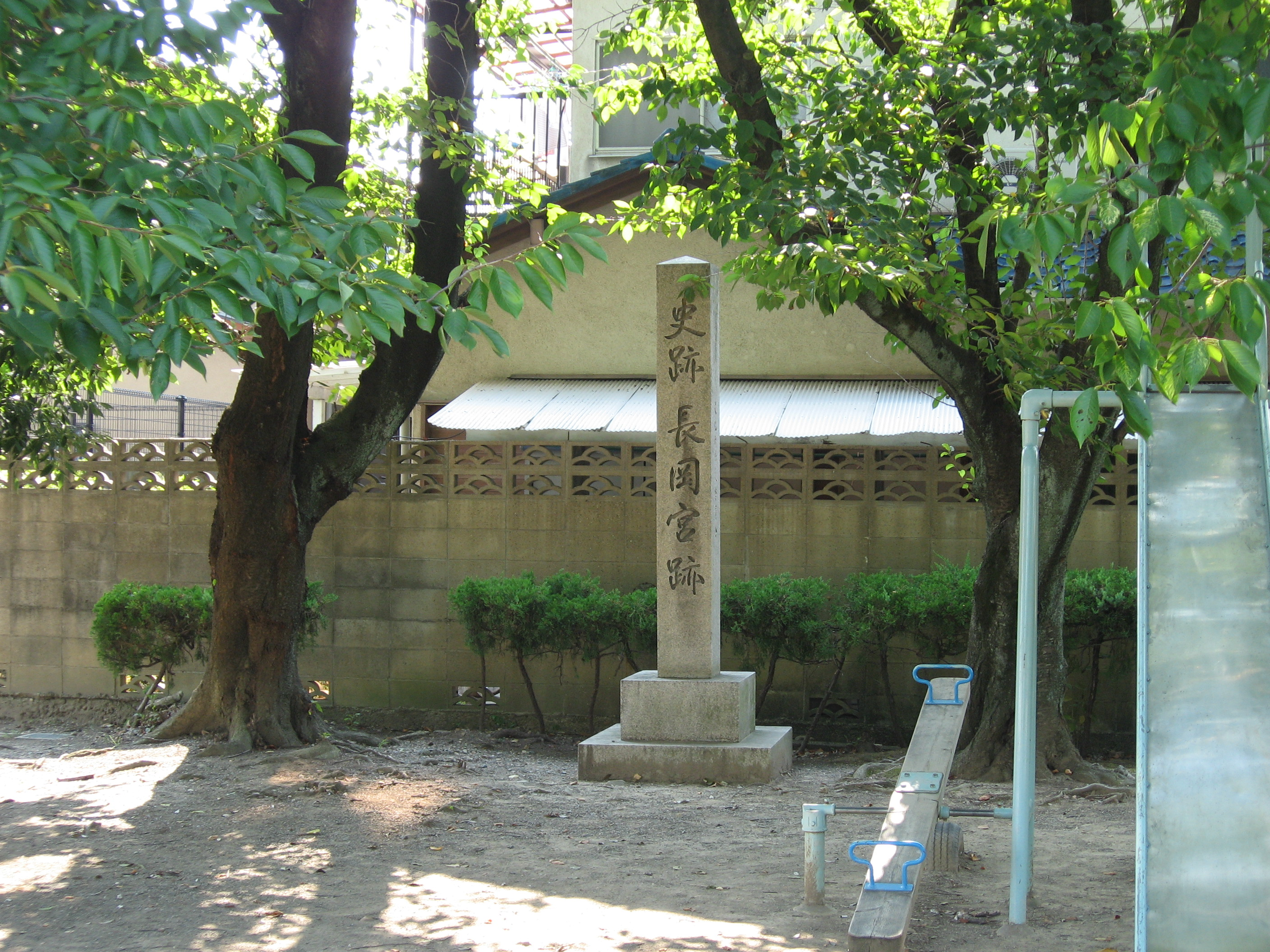
長岡宮跡
京都府向日市鶏冠井（かいで）町

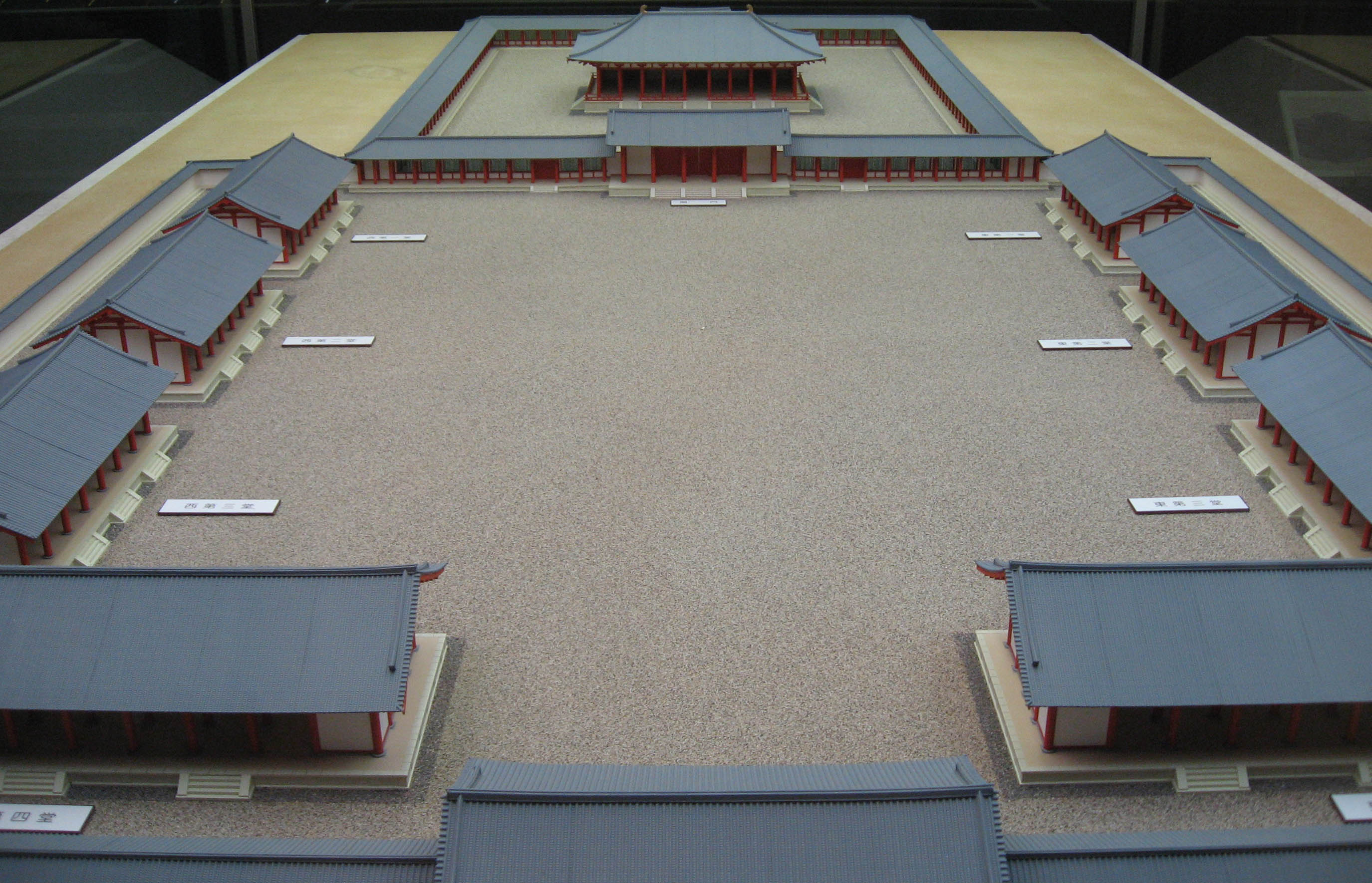
長岡京朝堂院復元模型（向日市文化資料館）。

長岡京（ながおかきょう），784年（延历3年）到794年（延历13年）存在于山城国乙訓郡的日本首都。位于現在的京都府向日市、长冈京市、京都市西京区。

## 历史
784年（延历3年），甲子革命桓武帝成为与天武系相异的天智系天皇。《续日本纪》记载，大臣藤原種繼建议桓武天皇遷都，“第一条件是要找有便于搬运物资的大河的地方”，“山背国長岡”是種繼的故乡，他在那里有很深的根基，桓武天皇接受種繼的建議迁都到長岡。学界猜测的还有其他迁都的理由，例如：
- 与既存佛教势力和贵族势力保持距离
- 与新京周边地域的渡来人之间的关系
- 难波津土沙堆积，交通不畅，原难波京交通枢纽地位丧失
- 回归父光仁天皇天智系皇统，使人心一新

当时，建筑宫殿时普遍采用了将原有宫殿解体移至新宫殿的做法，主要针对的是已废止的难波宫宫殿。785年（延历4年）正月，在宫殿举行新年仪式，这意味着自建筑开始仅用了半年时间就完成了。
同时，桓武天皇在朝廷内采取了政治改革，藤原種繼的一派被重用，反对势力被疏远。但是，同年九月担任造長岡宮使的藤原種繼被暗杀。事件主谋是与作为平城京佛教势力代表的东大寺有关的诸多官吏。并且桓武天皇的皇太弟早良親王也因参与了这场叛乱而遭到监禁和流放，在出发之前因郁闷而死。
遷都之後，发生了旱灾，並造成了饥荒和疫病的流行，皇后和天皇亲近的人相继死去，同时又发生了伊勢神宮正殿放火，太子患病等一系列变故。朝廷请阴阳师来占卜，结果是早良親王的怨灵在作祟，于是又举行了亲王的镇灵仪式。然而，仅过去了两个月，连降两次大雨，城内河流泛滥造成大量人员伤亡，和气清麻呂提出建议再度遷都。791年（延曆10年），史书中出现了平城京宫殿的解体的本应用于长冈京门被用于平安京的记载。
794年（延暦13年），桓武天皇在迁都长冈京后仅9年后，迁都平安京。
| 前任者： 平城京 | 日本首都 784年 - 794年 | 繼任者： 平安京 |